# Астурија
Астурија (шп. ; аст. Asturies или званично Кнежевина Астурија (шп. ; аст. Principáu d'Asturies, је аутономна заједница у Шпанији. Назив кнежевина је добила из историјских разлога, јер шпански престолонаследник носи титулу принца од Астурије (шп. Príncipe de Asturias). Главни град је Овиједо (шп. Oviedo; аст. Uviéu).
Астурија заузима површину од 10.000 km², и има нешто више од милион становника. Налази се на северној обали Шпаније, на западу се граничи са Галицијом, на истоку са Кантабријом, на југу са Леоном и на северу излази на Кантабријско море. Већи градови су Хихон, Овиједо, Авилес, Сијеро, Лангрео и Мијерес.

## Етимологија
Термин Астурија настаје од имена прастановника Астурије, Астура, првих становника на обали реке Астура до доласка Римљана. Астура (која се раније звала Естура или Естула) води корен од келтског -stour, што значи река. Исти корен и дан данас постоји у галском и бретонском у речима ster и stour. Обе речи значе река.

## Становништво
| 1970.     | 1981.     | 1991.     | 2001.     | 2011.     |
| --------- | --------- | --------- | --------- | --------- |
| 1.046.000 | 1.129.572 | 1.093.937 | 1.062.998 | 1.075.813 |

## Језик
Званични језик је шпански, мада се такође говори и астуријски, који није званично признат, али је заштићен у складу са Статутом Аутономне заједнице Астурија.
Астуријски језик је настао директно из латинског, и своје корене вуче из романског језика који се говорио у краљевинама Астурије и Леона. Први познати текст на овом језику је Документ из Кесоса (аст. Nodicia de Kesos) из 959. године који се сматра првим писаним документом на романском језику на Пиринејском полуострву. Почев од обнове демократског процеса после Франкове смрти постоји месни покрет који се залаже за озваничење употребе овог језика. Године 1981. постаје аутономна заједница и основана је Астуријска језичка академија (аст. Academia de la Llingua Asturiana), која се бави проучавањем, промоцијом и одбраном астуријског језика.

## Историја
Астурија је била настањена још у каменом добу. У средњем каменом добу развила се оригинална култура. Бронзано доба је карактеристично по мегалитима и тумулусима (гомилама земље која се набацивала на гробнице покојника). Келтски народ Астури подразумевао је различита племена која су настањивала територије данашње Астурије. Келтски утицај одржао се до данас и огледа се у топонимима река и планина, као и имена насеља.
Римска освајања између 29. и 19. године п. н. е. учинила су да Астурија уђе у историју.
Након неколико векова без страних освајања, Свеви и Визиготи покушали су да освоје територију у VI веку. У VIII веку, освајања се завршавају са муслиманском инвазијом. Становнике тадашње Астурије није било лако поробити, а сам планински терен тешко освојити, тако да Астурија никада није потпуно постала део Исламске Шпаније. Заправо, са почетком маварских освајања, Астурија је постала уточиште хришћанског племства и 722. године долази до проглашења Краљевине Астурије (Regnum Asturorum), која је постала колевка и полазна тачка шпанске Реконкисте.
Астуријска монархија ће у X веку уступити место Краљевини Леону. Захваљујући кантабријском планинском венцу у току средњег века Астурија је била доста изолована, па самим тим нема много историјских извора из тог периода. Године 1388. Астурија постаје кнежевина, а сваком наследнику шпанског престола се додељује титула принца од Астурије. Тренутно ту титулу носи принцеза Леонор, кћерка шпанског краља, Фелипеа VI.
Након свог укључења у Краљевину Шпанију, из Астурије ће потећи многи припадници високе аристократије на шпанском двору који су одиграли важну улогу у колонизацији Америке. У XVI веку број становника је достигао цифру од 100 000 становника. Тај број се удвостручио у следећем веку, доласком америчког кукуруза.
У XVIII веку Астурија је била један од центара шпанске просвећености. Индустријска револуција је донела нови систем експлоатације природних богатстава. Од 1830. отварају се рудници угља и гвожђа. У исто време, велики број људи је мигрирао у Америку. Они који су су успели у Америци, обично су се враћали у домовину као добростојећи људи. Били су познати под именом „Индијанци“ (шп: Indianos), зато што су се обогатили у „Западним Индијама“, како се у то време називала Америка. Те породице су оставиле трага иза себе који још увек може да се види у великом броју модернистичких вила, као и многим културним институцијама као што су бесплатне школе или јавне библиотеке.
Током Шпанског грађанског рата (1936—1939), Астурија је остала изолована од централне владе, те је морала да оснује сопствену. Овиједом је владао пуковник Аранда, који је припадао националистичком табору. Републиканска влада је безуспешно покушавала да успостави власт у покрајини, и упркос чињеници да су били у већини, због помоћи побуњеницима коју је пружао шеф војске у Овиједу, пуковник Аранда, није успела да се наметне у Астурији. У Хихону, пуковник Пиниља ће организовати побуну по касарнама.
Оба табора су себи поставила циљ: републиканска влада да брзо оконча са побуњеничким жариштима, а националисти, да издрже док не стигне галицијска колона. Долазак галицијске колоне као појачања националистима, био је узрок раскола на републиканској страни између комуниста и анархиста. Пораз за поразом доводи до губљења морала на републиканској страни, до коначне победе националиста 1939. године. Са победом франкистичких снага, Астурија је била сведена на „провинцију Овиједо“ а везе са шпанском круном су искидане. Овакво стање ће потрајати до Франкове смрти, 1975. Пуно име покрајине са свим привилегијама које носи је враћено 1977. са повратком демократије у Шпанију.
Са доласком демократије у Шпанију након Франкове смрти, Астурија добија статус аутономне заједнице у оквиру шпанске државе 1982. године проглашавањем Статута о аутономији.

## Привреда
Дуги низ година рударство, пољопривреда и рибарство су били камени темељци астуријске привреде. Производња млека и млечних производа је такође веома битан део привреде ове шпанске северне регије.
Међутим, у новије време, регионална индустрија почива на експлоатацији гвожђа: У доба Франкове диктатуре, астуријска металургија била је најјача на свету. Ова индустрија је омогућила отварање многих радних места што је покренуло велику миграцију становништва из осталих, пасивнијих делова Шпаније ка Астурији, углавном из Екстремадуре, Андалузије и Кастиље-Леона.
Астуријска металургија је данас у опадању, као и рударство, чији је главни узрок конкуренција земаља источне Европе, висока цена производње и смањена потражња гвожђа уопште. Регионални економски раст је процентуално испод шпанског, иако је у последње време индустрија услуга допринела смањењу високе стопе незапослености у Астурији.
Астурија је имала посебне бенефиције од 1986. године када је Европска унија почела да инвестира у путеве и инфраструктуру, мада је било неких контроверзија у вези са питањем како су ти фондови трошени, као на пример, рударски пензиони фонд.

## Географија и клима
Кантабријски планински венац формира природну границу између Астурије и Леона на југу. На истоку, у националном парку Врхови Европе (шп:Picos de Europa) налазе се најспектакуларније планине које достижу висину од 2648 метара на Торесередо врху. Други природни паркови које треба обавезно поменути су природни парк Редес у централноисточној Астурији, Убињас јужно од Овиједа, и природни парк Сомиједо на западу. Кантабријске планине се протежу неких 200 km, до Галиције на западу Астурије, и на истоку, до Кантабрије.
Астуријска обала је веома дугачка, са веома великим бројем плажа, увала и природних морских пећина. Треба поменути плажу Тишине (шп:Playa del Silencio), поред рибарског места Кудиљеро (шп:Cudillero) западно од Хихона, као и многе 
друге плаже нпр. Баро, Баљота и Торимбија. Све астуријске плаже су песковите, чисте и окружене стрмим литицама, на чијим врховима уопште није необично видети стоку како пасе.
Клима је разноврснија него у јужним деловима Шпаније. Лета су влажна и топла, са доста сунца али такође и кише. Зиме су благе, мада нису необични кратки и оштри налети изузетне хладноће. Снег је присутан на планинама од новембра до маја. Сунце и киша су два уобичајена елемента у клими Астурије. Годишње падавине су око 900mm у целом региону, са тенденцијом ка расту како се залази дубље у унутрашњост. Астурија се обично зове још и Зелена Шпанија.

## Кухиња
Астурија је позната по кулинарским специјалитетима од рибе и морских плодова, што је разумљиво, с обзиром да излази на Кантабријско море. Међутим, најчувеније јело је астуријанска фавада (шп: Fabada asturiana), веома слична српском пасуљу. Уместо сувих ребара, месо које се додаје у кувани пасуљ је свињска плећка, љуте кобасице и крвавица.
Такође су познати астуријски сиреви, изнад свега Кабралес (шп: Cabrales), жути сир веома јаког мириса, чија је слава прешла границе Шпаније. Астурија се такође назива и „земљом сирева“ захваљујући великом асортиману овог млечног производа у овој регији.
Најкарактеристичније пиће Астурије је сидра (шп: sidra), јабуково вино. У Астурији постоји специјалан начин точења сидре: рука у којој се држи флаша је високо дигнута изнад главе, док се чаша налази у другој руци која је спуштена поред тела, што омогућава сипање у дугом млазу. На тај начин ваздух улази у сидру и даје јој пријатан, „боцкав“ укус. Увек се сипа мала количина, гутљај-два, и сви пију из исте чаше. Обично се увек остави мало сидре у чаши, што се проспе на земљу, као начин „прања чаше“ за следећу особу. Није потребно наглашавати да је за точење сидре потребна велика спретност.

## Културне знаменитости
Овиједо, главни град Астурије је космополитански град са разноврсном али ипак кохерентном архитектуром. Санта Марија дел Наранко (шп:Santa María del Naranco), прероманичка црква, и Сан Мигел де Лиљо (шп: San Miguel de Lillo),, прероманичка тврђава, биле су две грађевине које су изградили први астурски краљеви на Планини Наранко (шп: Monte Naranco), у северном делу града.
Романика је веома присутна у целој Астурији. Истиче се манастир Сан Педро де Виљануева 
(шп. San Pedro de Villanueva), цркве Сан Естебан де Арамил (шп. San Esteban de Aramil), Сан Хуан де Аманди (шп. San Juan de Amandi) и Санта Марија де Хунко (шп. Santa María de Junco).
Готика је нешто мање заступљена и може се видети у архитектури катедрале Сан Салвадор у Овиједу.
Барок је такође веома заступљен преко дворске архитектуре, чији су најистакнутији представници Палата Кампосаградо (шп. Palacio de Camposagrado) и Палата Веларде (шп. Palacio de Velarde). Палата Веларде је такође и седиште Музеја лепих уметности Астурије.
Скуп споменика у Овиједу је проглашен културном баштином.
Што се тиче народне архитектуре, истиче се хорео (шп. hórreo), силос за одлагање жита и кукуруза веома присутан на целој територији Астурије. Веома је функционалан, с обзиром да се може склопити што омогућава лак транспорт с једног места на друго.
Природа Астурије је величанствена, пуна националних паркова, од којих се истиче парк Врхови Европе (шп: Los Picos de Europa). Најпознатија планина је Пику Уриељу (шп: Picu Urriellu) (2519 метара), такође позната као Ел Наранхо де Булнес (шп: El Naranjo de Bulnes), врх који у сутон добија наранџаст сјај, по чему је и добио име.